# Crinozous
Els crinozous (Crinozoa) són un subembrancament d'equinoderms. Van aparèixer al Cambrià i, malgrat que la major part de les espècies són fòssils, uns quants centenars han arribat als nostres dies.

## Taxonomia
El subembrancament Crinozoa inclou dues classes, una d'elles extinta:
- Classe Edrioasteroidea Billings, 1858 †
- Classe Crinoidea Miller, 1821 - més de 5.000 especies fòssils i només unes 600 actuals.[2]

## Galeria

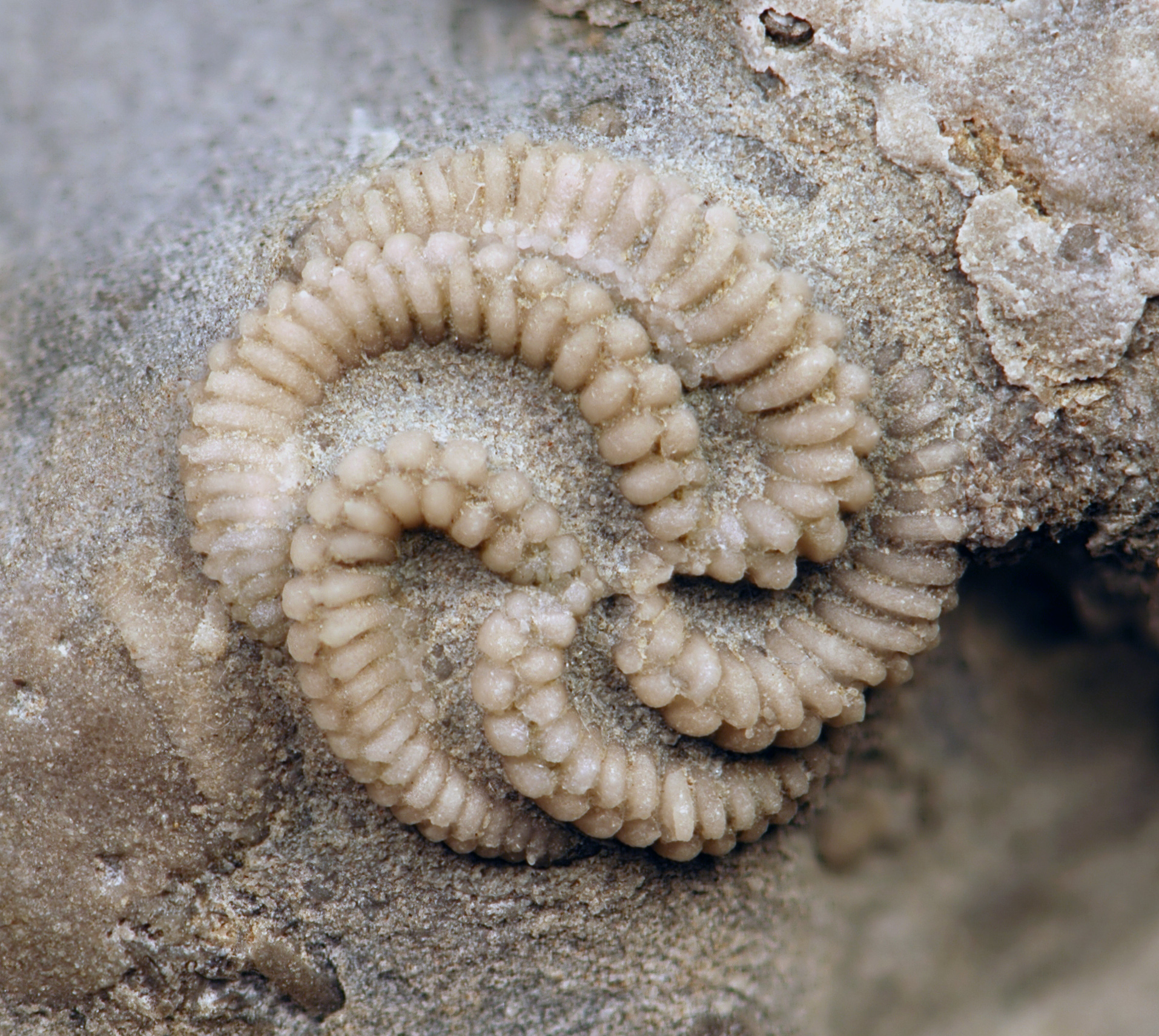
Streptaster vorticellatus (Edrioasteroïdeu)
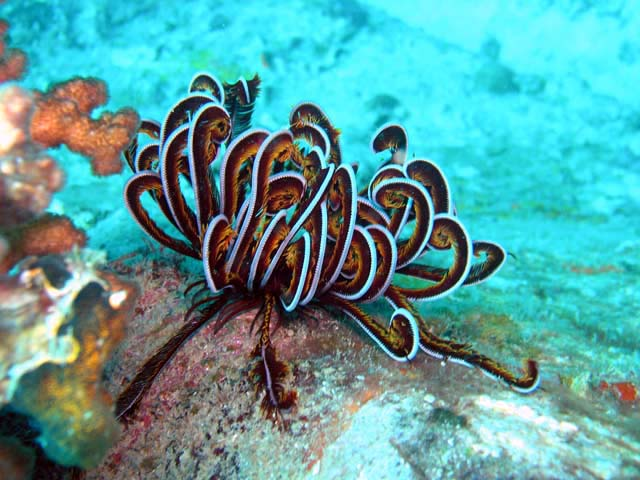
Comanthus bennetti (Crinoïdeu)
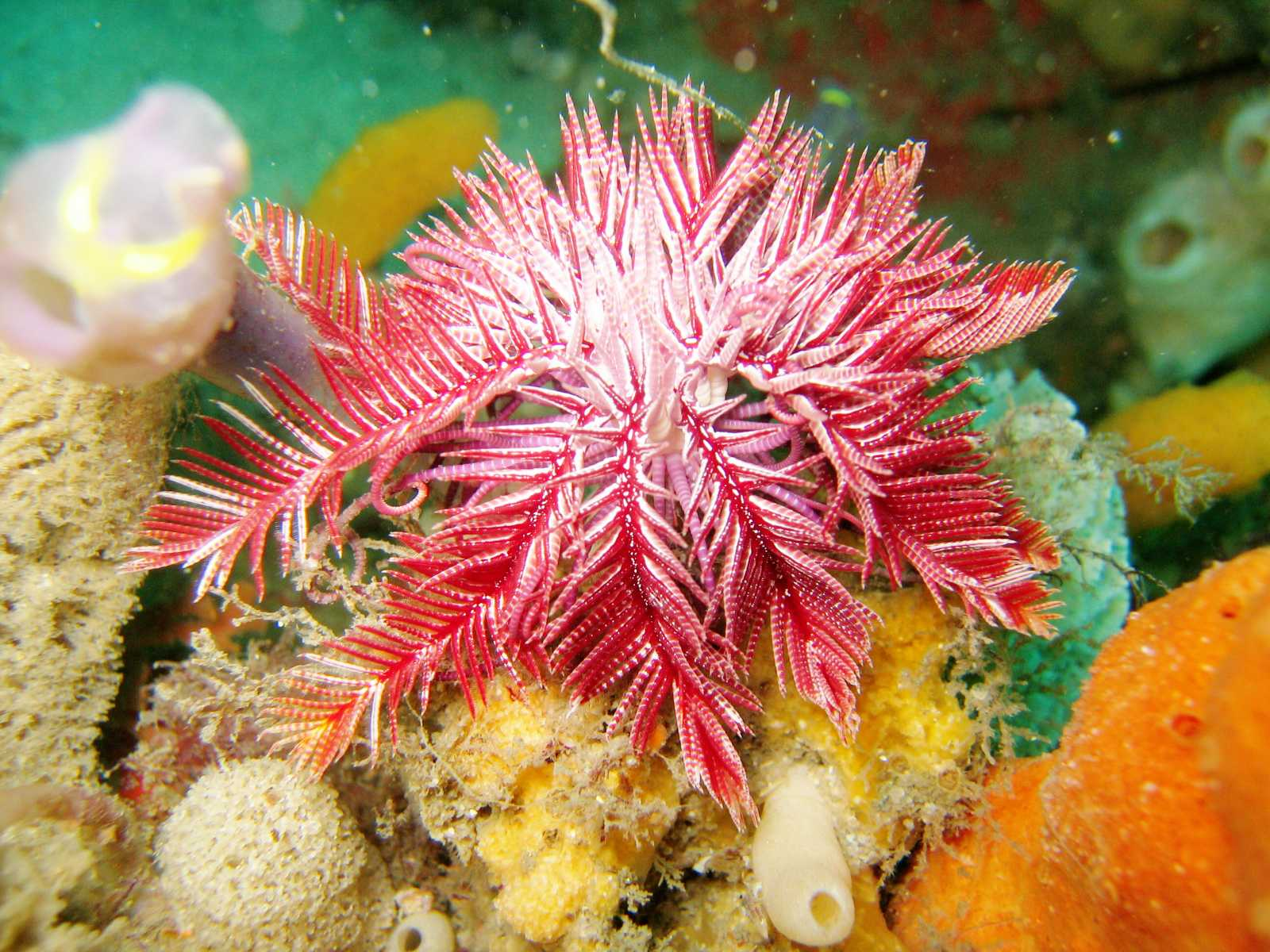
Ptilometra australis (Crinoïdeu)
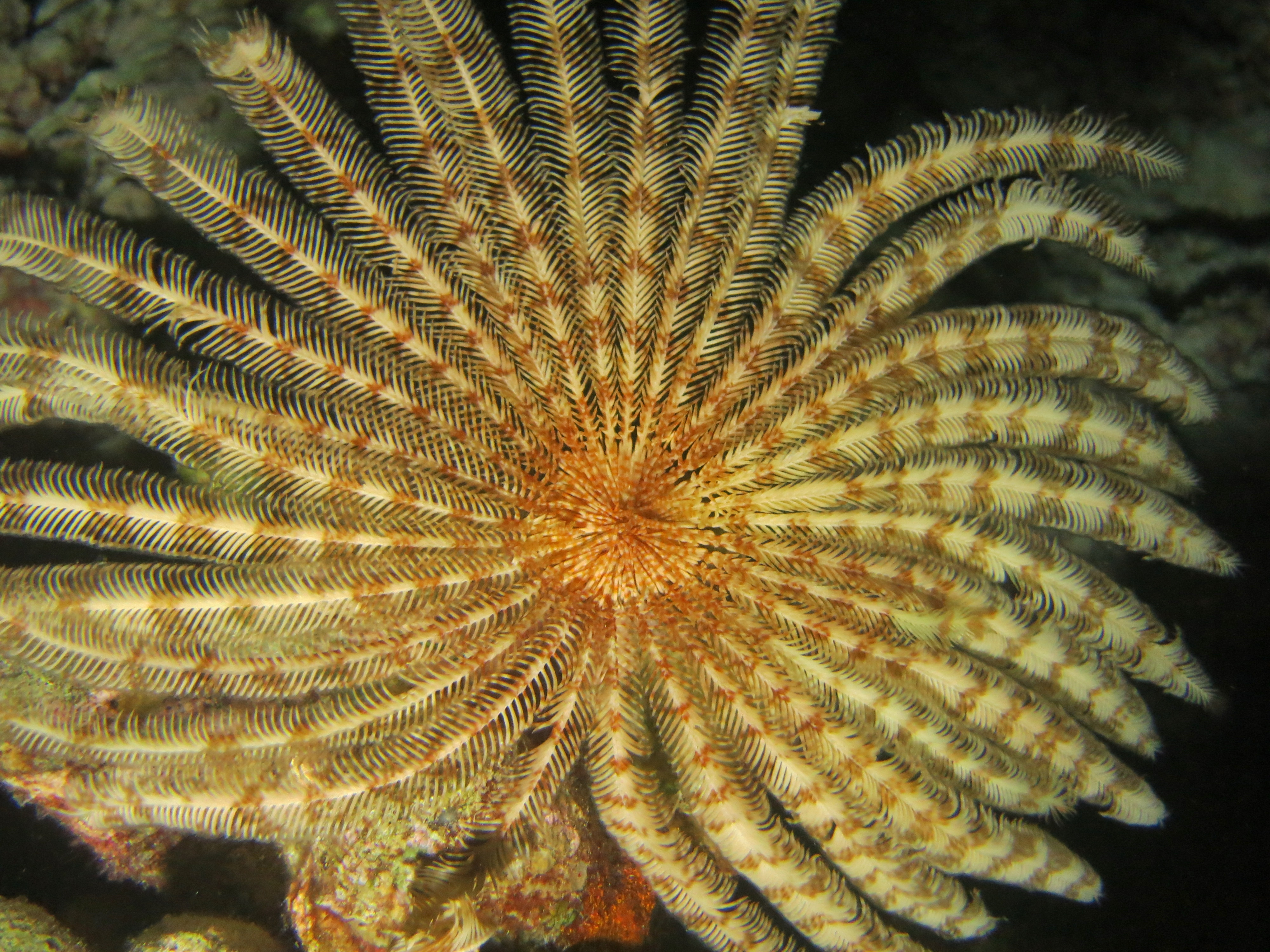
Stephanometra indica (Crinoïdeu)